# Elisabeth Sophie Chéron

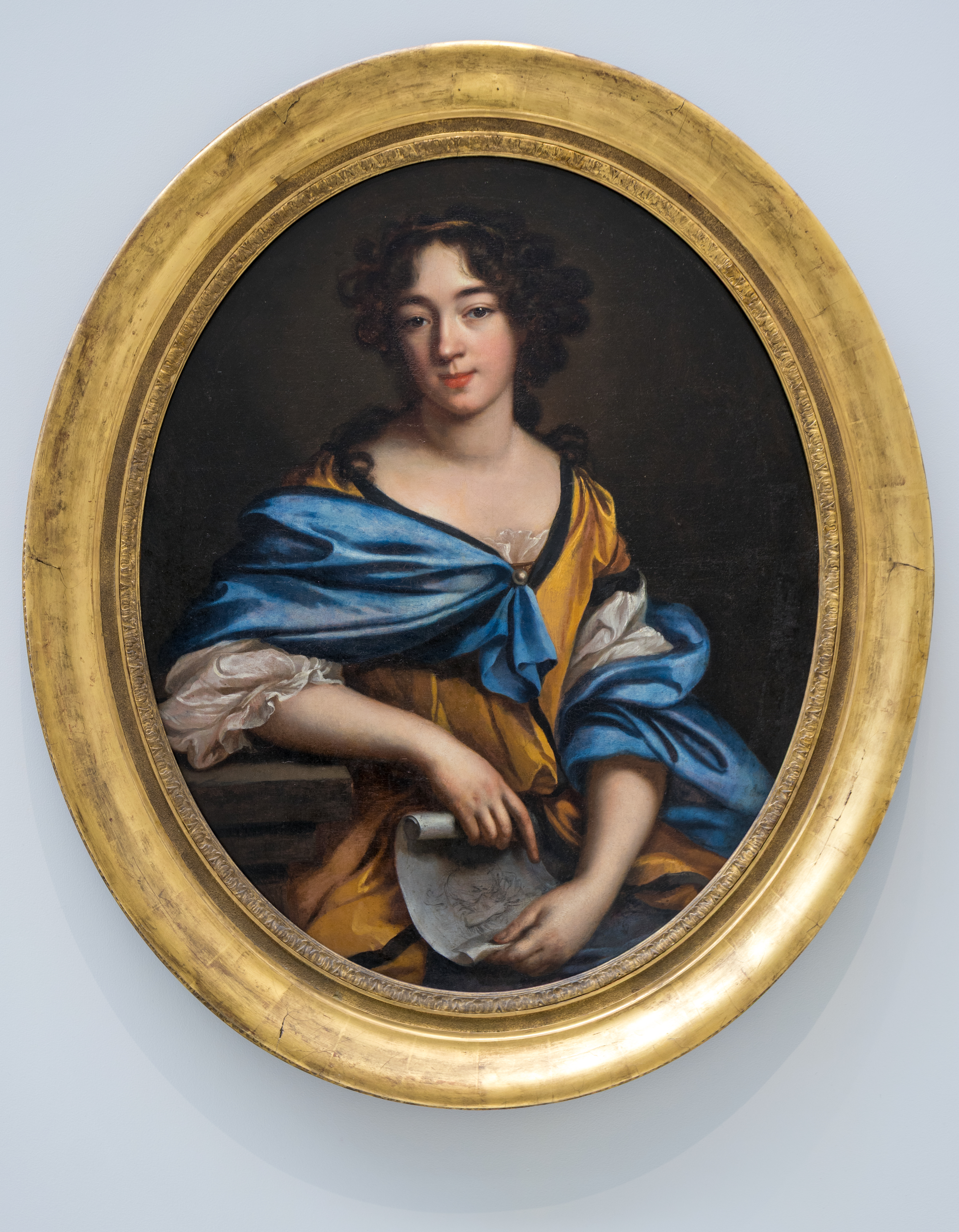
Selbstporträt Elisabeth Sophie Chérons von 1672

Elisabeth Sophie Chéron (französisch Élisabeth-Sophie Chéron; * 3. Oktober 1648 in Paris; † 5. September 1711 ebenda) war eine französische Malerin, Kupferstecherin, Dichterin und Übersetzerin. Schon in ihren Jugendjahren hatte sie sich den Ruf einer begabten Porträtistin erarbeitet. Später verlegte sie sich auf das Anfertigen von Kupferstichen und unterhielt einen literarischen Salon. Von ihren unzähligen, überlieferten Werken ist jedoch nur ein kleiner Teil im Original erhalten.

## Leben
Elisabeth Sophie Chéron kam als ältestes von fünf Kindern des aus Meaux stammenden, hugenottischen Malers Henri Chéron († 1677) und seiner katholischen Frau Marie Lefebvre in Paris zur Welt. Sie wurde im reformierten Glauben erzogen und erhielt durch ihren Vater, der eine Werkstatt für Miniatur- und Emailmalerei betrieb, schon im Kindesalter Unterricht im Malen und Zeichnen. Mit 14 Jahren hielt sie sich zur Vervollständigung ihrer Erziehung in der Abtei Notre-Dame de Jouarre auf. Ihre Porträts von adligen Mitschülerinnen fanden derart viel Anklang, dass sich auch die damalige Äbtissin Henriette de Lorraine von ihr malen ließ. Durch deren Vermittlung folgten weitere lukrative Aufträge von Angehörigen des französischen Hochadels wie beispielsweise die Porträts von Jeanne Pélagie de Rohan-Chabot, princesse d’Épinoy, und Madame des Ursins.
Die gut bezahlten Aufträge erwiesen sich als Glücksfall für die Familie Chéron, denn Elisabeth Sophies Vater war 1664 aufgrund der immer größeren Repressalien gegen die französischen Hugenotten emigriert und seine älteste Tochter sorgte nun für den Lebensunterhalt der Mutter und der zwei noch lebenden jüngeren Geschwister Louis (1655–1713) und Anne (1649–1718), die 1701 den Maler Alexis Simon Belle heiratete. Die Auftragslage war sogar dermaßen gut, dass die junge Berufskünstlerin ihrem Bruder einen mehrjährigen Studienaufenthalt in Rom finanzieren konnte.
Am 25. März 1668 konvertierte Elisabeth Sophie gemeinsam mit ihrer Schwester Anne in der Pariser Kirche Saint-Sulpice zum Katholizismus. Ob dies von der Mutter beeinflusst war oder Karrierechancen unter dem streng katholischen Ludwig XIV. eine Rolle spielten, ist ungewiss. Ihr Bruder Louis blieb hingegen dem reformierten Glauben treu und musste nach der Aufhebung des Edikt von Nantes 1685 Frankreich verlassen und ging nach England.
In einem Disput über die Malerei, die vor allem zwischen Charles Le Brun und Pierre Mignard geführt wurde, stellte sich Chéron auf die Seite Le Bruns, indem sie 1669 anonym La coupe du Val-de-Grâce veröffentlichte. Das mehr als 870 Zeilen umfassende Gedicht war eine Antwort auf das Lobgedicht La gloire du Val-de-Grace, das Molière kurz zuvor zur Unterstützung von Mignard verfasst hatte. In ihrem Werk stellte Elisabeth Sophie erstmals unter Beweis, dass sie nicht nur ein Talent für die Malerei besaß, sondern auch eine außerordentliche poetische Begabung.
Auf Empfehlung Le Bruns wurde sie am 11. Juni 1672 im Alter von 24 Jahren in die Académie Royale de Peinture et de Sculpture aufgenommen. In der Geschichte der Akademie wurde diese Ehre insgesamt nur 15 Frauen zuteil. Die Aufnahme ermöglichte es Elisabeth Sophie, ihre Werke in den regelmäßig stattfindenden Salonausstellungen im Louvre zu zeigen, was ihr weitere zahlungskräftige Kunden bescherte. Ihr künstlerischer Schwerpunkt verlagerte sich aber immer mehr von der Porträtmalerei zur Kupferstecherei. Aufgrund der hohen Verbreitung und der Gelegenheit von Vervielfältigungen bot diese Arbeit bessere Verdienstmöglichkeiten. Chéron spezialisierte sich auf Reproduktionen von bekannten Werken, zum Beispiel von Raffael und Michelangelo. Ab 1700 erhielt sie vom König zudem eine jährliche Pension in Höhe von 500 Livres.
Im Alter von 44 Jahren heiratete Elisabeth Sophie 1692 überraschend den Ingenieur Jacques Le Hay, die Verbindung war jedoch mehr rationellem Denken als romantischen Gefühlen entsprungen. In ihrem Haus in der Pariser Rue de Grenelle unterhielt sie einen künstlerischen und literarischen Salon, den unter anderem auch Mademoiselle de Scudéry, Anne Dacier, Antoinette Deshoulières und Roger de Piles besuchten. Ihre Kenntnisse des Hebräischen, Griechischen und Lateinischen nutzte sie, um biblische Texte und Psalmen ins Französische zu übersetzen. Elisabeth Sophies künstlerische Fähigkeiten wurden am 9. Februar 1696 gewürdigt, als sie unter dem Namen Erato in die Accademia dei Ricovrati in Padua aufgenommen wurde. Darüber hinaus attestierten ihr Zeitgenossen auch ein großes musikalisches Talent. Ihr Wissen in Malerei und Zeichentechniken gab sie schon früh an ihre jüngere Schwester Anne weiter. Ihre beiden bekanntesten Schülerinnen waren jedoch Anne und Ursule de Lacroix, die Nichten ihres Mannes.
Elisabeth Sophie Chéron starb am 5. September 1711 in ihrem Haus in Paris und wurde in der Kirche Saint-Sulpice beerdigt. Ihr dortiges Grab zeigt ihr Porträt und die von Abbé Bosquillon verfasste Inschrift:
De deux talents exquis l'assemblage nouveau,
Rendra toujours Chéroil l'ornement de la France;
Rien ne peut de sa plume égaler l'excellence,
Que les grâces de son pinceau.
Deutsche Übersetzung:
Die neuartige Verbindung zweier erlesener Begabungen
Macht Chéron für immer zur Zierde Frankreichs.
Nichts anderes vermag es mit der Vortrefflichkeit ihrer Feder aufzunehmen
Als die anmutigen Bewegungen ihres Pinsels.
In ihrem Testament hatte die Künstlerin ihre Nichte Anne de Lacroix zur Alleinerbin bestimmt, nachdem ihr Bruder Louis Chéron das Erbe wegen der damit verbundenen Forderung einer Konversion zum Katholizismus abgelehnt hatte.

## Werke

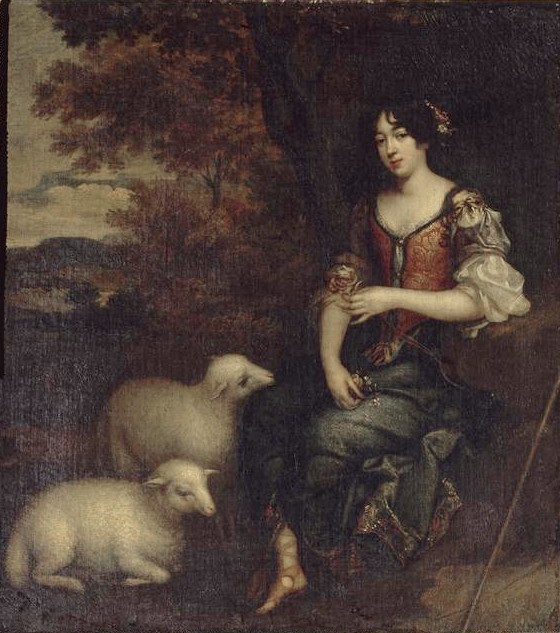
Porträt vermutlich Antoinette Deshoulières’

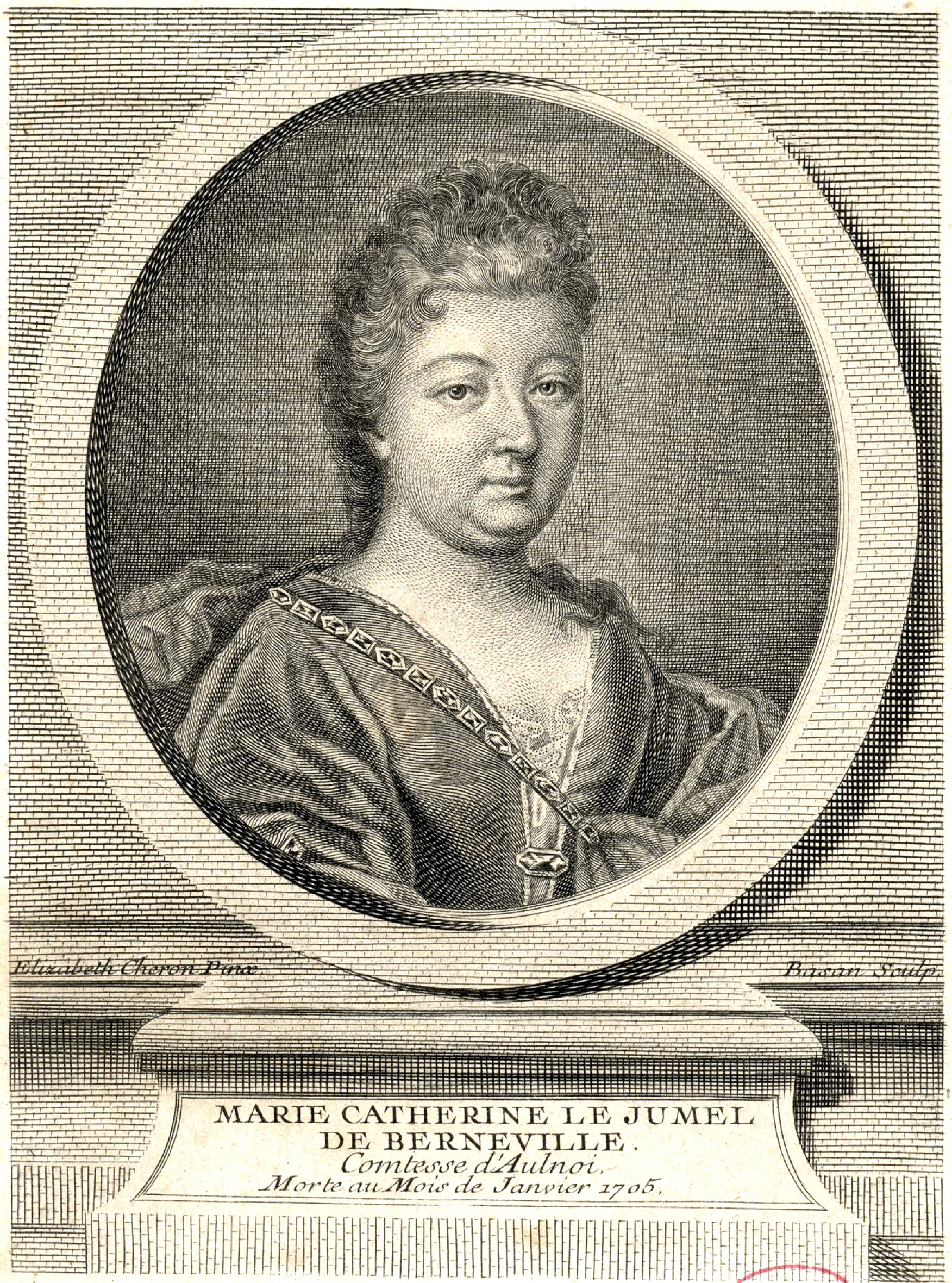
Kupferstich mit dem Porträt der Comtesse d’Aulnoy, von Pierre-François Basan

### Gemälde und Stiche (Auswahl)
Obwohl sich Elisabeth Sophie Chérons schon zu Lebzeiten einer hohen Wertschätzung bei Zeitgenossen erfreuen konnte, gerieten sie und ihr Werk schon bald nach ihrem Tod in Vergessenheit. Von den zahlreichen Gemälden und Stichen aus ihrer fast 50 Jahre dauernden Schaffenszeit sind nur vergleichsweise wenige Originale erhalten, darunter:
- Portrait présumé de Madame Deshoulières en sainte Agnès Öl auf Leinwand, Musée Condé, Chantilly; früher Nicolas Mignard zugeschrieben
- 1672: Selbstporträt, Öl auf Leinwand, Louvre, Paris
- um 1670–1680: Portrait de femme en Sapho. Öl auf Leinwand, Musée des Beaux-Arts Rouen; früher Nicolas Mignard zugeschrieben
- um 1700: Portrait de Jeanne-Marie Bouvier de la Mothe Guyon, Puschkin-Museum, Moskau
- 1707: 36 Stiche für das Buch Livre à dessiner, Bibliothèque nationale de France, Paris[11]

Viele nicht mehr erhaltene Werke sind aber durch Kopien oder durch Publikationen, in denen sie behandelt werden, bekannt. Dazu zählen zum Beispiel:
- Portrait de Madame d’Aulnoy
- vor 1664: Portrait de Louis de Machaut
- 1693: Portrait d’Antoinette Deshoulières
- 1703: Portrait du Père Sébastien Truchet

Abweichend von vielen anderen weiblichen Künstlerinnen ihrer Zeit fertigte Chéron auch Historienbilder, Kopien antiker Gemälde sowie Allegorien und religiöse Darstellungen.

### Gedichte und Übersetzungen
- La coupe du Val-de-Grâce, réponse au poème de Molière «la gloire du Val-de-Grâce»; 1669 anonym veröffentlicht
- 1694: Essay de Pseaumes et cantiques mis en vers; mit gestochenen Illustrationen ihres Bruders Louis Chéron
- 1696: Traduction d'une ode latine, ou Description de Trianon
- 1717: Les Cerises renversées; nach ihrem Tod veröffentlicht
- 1717: Le Cantique d’Habacuc et le psaume 103 traduits en vers françois; nach ihrem Tod durch ihren Mann veröffentlicht